# Sophia Lillis
Sophia Lillis, một nữ diễn viên người Mỹ. Cô được biết đến nhiều nhất với vai diễn Beverly Marsh trong bộ phim kinh dị Chú hề ma quái (2017)  và  Chú hề ma quái - phần 2 (2019). Cô cũng đóng vai chính là một nữ sinh có khả năng điều khiển từ xa trong bộ phim truyền hình dài tập I Am Not Okay with This (2020) của Netflix. Lillis cũng đã xuất hiện trong miniseries tâm lý kinh dị Sharp Objects (2018) của HBO, trong đó cô thể hiện phiên bản trẻ hơn của Amy Adams trong những đoạn hồi tưởng.

## Tiểu sử
Sophia Lillis sinh ngày 12/02/2002 ở Brooklyn, Thành phố New York, Hoa Kỳ trong một gia đình không có truyền thống nghệ thuật. Cô nàng bén duyên với diễn xuất hồi 7 tuổi, khi bố dượng cần một diễn viên tham gia vào dự án phim nhỏ của ông là "Virgil’s Day Off". Sau khi diễn xuất trong phim ngắn của bố dượng, Sophia Lillis đăng ký học các lớp diễn xuất tại trường kịch nổi tiếng Lee Strasberg Theatre & Film Institute. Mặc dù đã tham gia diễn xuất một thời gian, cô nàng vẫn chú trọng việc học tập ở trường. Sophia Lillis đã chia sẻ một trong những giáo viên mà cô từng theo học đã ảnh hưởng lớn đến sự nghiệp diễn của cô vì bà đã giới thiệu cô cho người bạn đang tìm kiếm diễn viên cho các dự án phim.

## Danh sách phim

### Phim ngắn
| Năm  | Tên phim           | Vai diễn | Ghi chú |
| ---- | ------------------ | -------- | ------- |
| 2013 | The Lipstick Stain | Addie    |         |
| 2016 | The Garden         | Luc      |         |
| 2017 | Tiny Mammals       | Sophia   |         |

### Phim điện ảnh
| Năm  | Tên phim                                | Vai diễn              | Ghi chú                      |
| ---- | --------------------------------------- | --------------------- | ---------------------------- |
| 2014 | A Midsummer Night's Dream               | Rude Elemental        | Sản xuất được quay trực tiếp |
| 2016 | 37                                      | Debbie Bernstein      |                              |
| 2017 | Chú hề ma quái                          | Beverly Marsh         |                              |
| 2019 | Nancy Drew and the Hidden Staircase     | Nancy Drew            |                              |
| 2019 | Chú hề ma quái - Phần 2                 | Beverly Marsh hồi nhỏ |                              |
| 2020 | Uncle Frank                             | Beth Bledsoe          |                              |
| 2020 | Gretel & Hansel                         | Gretel                |                              |
| 2023 | Dungeons & Dragons: Honor Among Thieves | Doric                 | Đang trong giai đoạn hậu kỳ  |
| TBA  | Asteroid City                           |                       | Đang quay phim               |

### Phim truyền hình
| Năm  | Tên phim                             | Vai diễn                | Ghi chú          |
| ---- | ------------------------------------ | ----------------------- | ---------------- |
| 2012 | The Real Housewives of New York City | Chính mình              |                  |
| 2018 | Sharp Objects                        | Camille Preaker hồi nhỏ | Miniseries       |
| 2020 | I Am Not Okay with This              | Sydney Novak            | Vai chính        |
| 2020 | Acting for a Cause                   | Helen                   | Tập: "Jane Eyre" |